# Motorola Solutions
Motorola Solutions, Inc., é uma empresa americana provedora de equipamentos de telecomunicações e dados que sucedeu a Motorola, Inc., após a venda da divisão de telefonia móvel, Motorola Mobility em 2011. A empresa está sediada em Chicago, Illinois.

## História
A Motorola Solutions começou a operar como uma empresa independente separada em 4 de janeiro de 2011, sob o símbolo MSI da NYSE. Ele é o sucessor legal da antiga Motorola, Inc. (fundada em 1928). A transação foi estruturada para que o antigo Motorola mudasse seu nome para Motorola Solutions e transformasse a Motorola Mobility como uma empresa separada. A Motorola Solutions manteve o histórico de preços das ações da Motorola antes de 2011, embora o antigo símbolo do ticker Motorola MOT tenha sido retirado.
A empresa fabrica e vende produtos e serviços de comunicação para órgãos públicos e de segurança pública (aplicação da lei, brigada de incêndio, serviços médicos de emergência e segurança governamental nacional), bem como para entidades privadas, incluindo serviços públicos, minas, energia, produção, hospitalidade, varejo, logística de transporte.
Após a divisão, a Motorola Solutions incluiu a divisão anterior de Governo e Segurança Pública da Motorola Inc, a divisão de gestão de mobilidade da empresa e o grupo de infraestrutura celular.
A Motorola Solutions vendeu a indústria de infraestrutura celular para a Nokia Siemens Networks. A aquisição, que foi inicialmente anunciada em julho de 2010, foi concluída em 29 de abril de 2011 para um total de 975 milhões de euros em dinheiro. Como parte da transação, aproximadamente 6.900 funcionários foram transferidos para a Nokia Siemens Networks. Na antiga controladora Motorola, era a segunda maior divisão baseada em receita.
Em 27 de outubro de 2014, a Motorola Solutions vendeu seu negócio Enterprise para a Zebra Technologies por US$ 3,45 bilhões em dinheiro. Como parte da venda, aproximadamente 4.500 funcionários da Motorola Solutions de locais ao redor do mundo foram transferidos para a Zebra. Grande parte dessa atividade foi anteriormente Symbol Technologies, adquirida pela Motorola, Inc. 2007.
Em agosto de 2015, a empresa recebeu um investimento de 0,1 bilhão da empresa de private equity da Silver Lake Partners, que permite uma recompra de ações e fornecer a Silver Lake dois assentos a bordo.
Em dezembro de 2015, a empresa anunciou que adquiriria a Airwave Solutions, operadora britânica da rede de rádio de segurança pública do Reino Unido que atende os serviços de polícia, bombeiros e ambulâncias na Inglaterra, Escócia e País de Gales. A empresa concluiu a aquisição em 19 de fevereiro de 2016.
Desde março de 2017, a Motorola Solutions entrou com uma série de ações judiciais contra a fabricante chinesa de rádio dupla Hytera nos Estados Unidos, Alemanha e Austrália, bem como com a Comissão de Comércio Internacional dos Estados Unidos (USITC). As queixas alegam que Hytera violou intencionalmente patentes de propriedade da Motorola Solutions e usando segredos comerciais roubados de três ex-funcionários da Motorola Solutions que partiram para se juntar à Hytera. A Motorola Solutions está tentando impedir a Hytera de vender e importar seus dispositivos nesses países. Em abril de 2017, a USITC anunciou que havia decidido iniciar uma investigação sobre as práticas comerciais da Hytera.
Em agosto de 2017, a Motorola Solutions anunciou que havia concluído a aquisição da Kodiak Networks, uma provedora privada de PTT de banda larga (Broad-to-talk) para clientes comerciais.
Em dezembro de 2017, a produtora de rádio Hytera entrou com um processo antitruste contra a Motorola Solutions alegando que a Motorola está se envolvendo em práticas anticoncorrenciais ilegais sob a Lei Sherman e a Lei Clayton. A queixa de Hytera alega que a Motorola Solutions impede a Hytera de competir no mercado americano cobrando preços inflados e se engajando em um regime monopolista que inclui forçar os revendedores de LMR a eliminar produtos Hytera.
Em março de 2018, a Motorola Solutions adquiriu a Avigilon por cerca de 0,1 bilhão de dólares.
Em janeiro de 2019, a empresa adquiriu a VaaS International Holdings com sede em Livermore, Califórnia, e sua subsidiária Vigilant Solutions, uma empresa de tecnologia de leitura de placas, por um total de 445 milhões de euros.
Em 2021, a Motorola Solutions adquiriu a Openpath. A empresa é provedora de acesso, com solução baseada em nuvem e controlada via dispositivo móvel.

## Produtos
A Motorola Solutions produz rádios bidirecionais e sistemas de rádio público para socorristas e forças policiais. Também provê pacotes de softwares para centros de comandos, mapeamento e vigilância com drones. Além de rádios, produz também BWV sob a marca Watchguard Video e sistemas de vigilância sob a marca Avigilon. Em 3 de agosto, MSI adquiriu a marca de segurança de vídeo Pelco, com sede na Califórnia, por US$ 110 milhões em dinheiro. Com esta aquisição, Motorola Solutions possui agora três marcas de segurança de vídeo em seu portfólio, no ramo de Análise e Segurança de Vídeo; Avigilon, Pelco e IndigoVision.

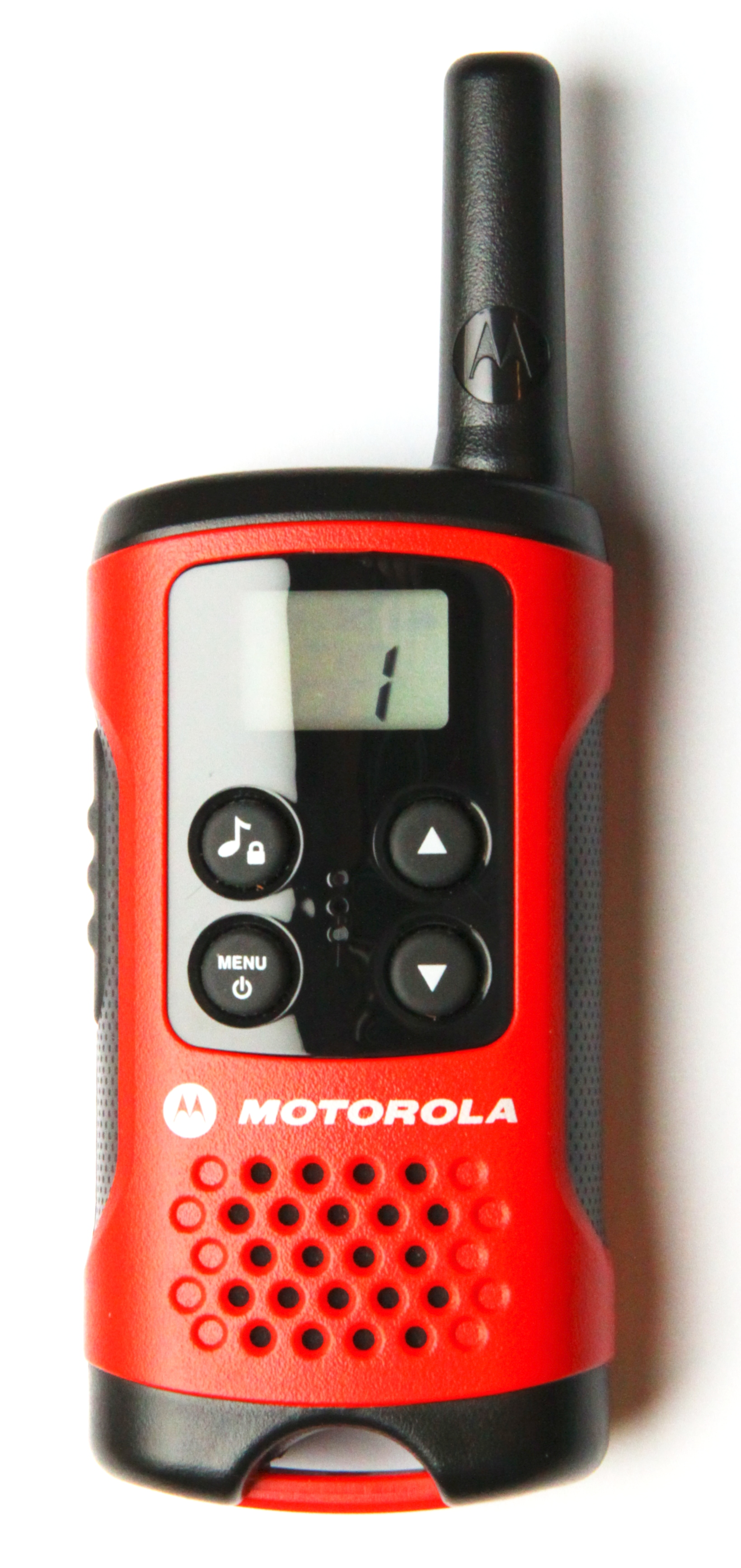
Radio Motorola T40.

A Motorola Solutions também produz dispositivos push to talk LTE, sob a linha LTE LTX. A série LEX roda o sistema Android em seus dispositivos.

## Críticas e Polêmicas
Em novembro de 2019, estudiosos jurídicos e ativistas de direitos humanos pediram à Motorola que parasse de trabalhar com a Imigração e Alfândega dos EUA porque sua subsidiária Vigilant Solutions contribui diretamente para a deportação de migrantes não documentados.